# 30 Tage Lust
30 Tage Lust ist eine deutsche Fernsehserie des Südwestrundfunks (SWR) mit Linda Blümchen und Simon Steinhorst. Regie führten Bartosz Grudziecki und Pia Hellenthal, als Headautor fungierte Bartosz Grudziecki. Die Serie ist seit dem 25. Oktober 2024 in der ARD Mediathek abrufbar.

## Handlung
Freddy und Zeno sind seit ihrer Jugend ein Paar und leben seit vielen Jahren in einer festen Beziehung. Kurz vor ihrem 30. Geburtstag entscheiden sie sich, ein 30-tägiges Experiment mit einer offenen Beziehung zu beginnen. Dabei vereinbaren sie, in diesem Zeitraum sexuelle Kontakte mit anderen Personen zu haben, ohne sich gegenseitig darüber zu informieren. Im Verlauf des Experiments erleben sie neue Begegnungen, Unsicherheiten und Konflikte, die ihre Beziehung zunehmend belasten. Mit fortschreitender Zeit wird deutlich, wie sehr sich die Dynamik zwischen ihnen verändert hat und welche Auswirkungen das Experiment auf ihre Partnerschaft hat. Am Ende trennen sie sich und Freddy und Zeno gehen getrennte Wege.

## Rezeption
In einem Artikel der taz wird die Serie für ihre authentische Darstellung einer modernen Paarbeziehung sowie den sensiblen Umgang mit Themen wie Sexualität, Intimität und Selbstzweifel gelobt. Die Handlung sei humorvoll erzählt und beleuchte das Spannungsfeld zwischen Nähe und Distanz in langjährigen Beziehungen. Besonders hervorgehoben werden die Hauptdarsteller Linda Blümchen und Simon Steinhorst, die durch ihre Natürlichkeit und glaubwürdige Darstellung überzeugen. Trotz zahlreicher freizügiger Szenen wirke die Serie nicht voyeuristisch, sondern ehrlich und ungekünstelt. „30 Tage Lust“ sei, so die taz, ein Beleg dafür, dass öffentlich-rechtliche Produktionen zeitgemäße und mutige Erzählweisen im Bereich Beziehung und Sexualität umsetzen können.